# Sisacko-moslavinská župa
Sisacko-moslavinská župa (chorvatsky Sisačko-moslavačka županija) je chorvatská župa rozkládající se na východě Středního Chorvatsku a na jihozápadě Slavonie, u hranice s Bosnou a Hercegovinou. Její hlavní město je Sisak.

## Charakter župy
Sisacko-Moslavinská župa hraničí na jihu s Bosnou a Hercegovinou, jejími entitami Federací BiH a Republikou srbskou. Na východě pak hraničí z Požežsko-slavonskou, Bjelovarsko-bilogorskou a Brodsko-posávskou župou. Na západě sdílí hranici zase se Záhřebskou a Karlovackou župou. Její území je na jihu, u hranice s Bosnou a Hercegovinou hornaté, směrem k severu a východu klesá. Důležitými řekami zde jsou Sáva a Kupa, Kupa se do Sávy vlévá u hlavního města Sisaku. Župou procházejí důležité železniční trati, spojující Chorvatsko s Bosnou a Hercegovinou a Slavonií. V hlavním městě se nacházejí největší metalurgické závody v zemi, v nížinách okolo řek se dobře daří zemědělství.

## Města
- Glina
- Hrvatska Kostajnica
- Kutina
- Novska
- Petrinja
- Sisak (hlavní)